# Ácido nervônico
O ácido nervônico (português brasileiro) ou ácido nervónico (português europeu) é o ácido graxo monoinsaturado ômega 9 com 24 carbonos.